# Lista de capítulos do Alcorão

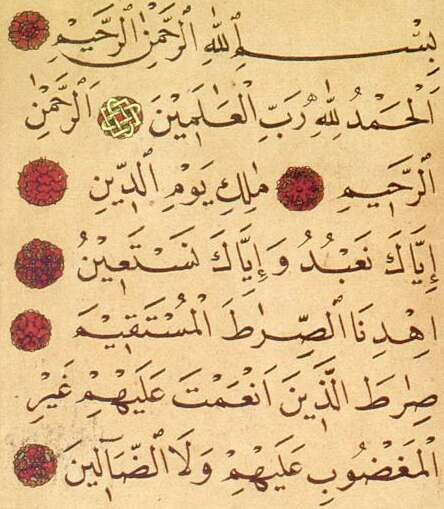
A primeira Sura do Alcorão (Al-Fatiha)

Esta é uma lista de capítulos do Alcorão. O Alcorão é dividido em Suras (capítulos), que por sua vez são divididos em Ayats (versículos). A tradução real de Ayat é "sinal [de Alá]". Para uma discussão preliminar sobre a ordem cronológica dos capítulos, ver o artigo sobre as Suras.
Cada uma das Suras, exceto a nona (At-Tawba), é iniciada com a frase bismi-llāhi r-raḥmāni r-raḥīm ("Em nome de Alá, o Mais Clemente, o Mais Misericordioso"). 29 Suras são iniciadas pela Muqattaʿat, uma combinação de letras únicas cujo significado é desconhecido. A primeira Sura do Alcorão é a Al-Fatiha.
As Suras do período de Meca são mais relacionadas com temas como ressureição, julgamento e histórias do judaísmo e do cristianismo. Já as Suras do período de Medina são mais relacionadas com temas como leis para assuntos pessoais, sociedade e estado.

## Lista
| #   | Título           | Título em árabe            | Título traduzido | Número de versos (Rukūʿs) | Local de revelação | Ordem cronológica de acordo com o padrão egípcio | Ordem cronológica de Nöldeke | Muqattaʿat (letras isoladas) | O título refere-se a | Temas principais | Juz'  |
| --- | ---------------- | -------------------------- | --- | ------------------------- | ------------------ | ------------------------------------------------ | ---------------------------- | ---------------------------- | -------------------- | --- | ----- |
| 1   | Al-Fatiha        | ٱلْفَاتِحَة al-Fātiḥah al-Ḥamd | A Abertura, A Abertura da Escritura Divina, A Essência da Escritura Divina, A Sura do Louvor, A Fundação do Corão, e Os Sete [Versos] Constantemente Repetidos | 7 (1)                     | Meca               | 5                                                | 48                           |                              | Sura por inteiro     | - O resumo dos princípios fundamentais do Alcorão Ela diz: "(1) Em nome de Deus, o Clemente, o Misericordioso. (2) Louvado seja Deus, Senhor do Universo (3) Clemente, o Misericordioso, (4) Soberano do Dia do Juízo. (5) Só a Ti adoramos e só de Ti imploramos ajuda! (6) Guia-nos à senda reta, (7) À senda dos que agraciaste, não à dos abominados, nem à dos extraviados." | 1     |
| 2   | Al-Baqara        | ٱلْبَقَرَة al-Baq̈arah          | O Vitelo, A Vaca, O Novilho | 286 (40)                  | Medina             | 87                                               | 91                           | Alif Lam Mim                 | v. 67-73             | - A necessidade da consciência divina - Os erros cometidos pelos seguidores nas revelações prévias - Ordenanças legais (ética, relações sociais, leis de guerra, etc.) - AL-BAQARAH (A Vaca) foi nomeada por causa da história contida nesta Sura (vv. 67-73) - Ibrahim - Caaba - Ayatul Kursi                                                                                    | 1-3   |
| 3   | Al-i-Imran       | آلِ عِمْرَان ʾĀli ʿImrān       | A Família de Imraan, A Casa de Imrān | 200 (20)                  | Medina             | 89                                               | 97                           | Alif Lam Mim                 | v. 33, 35            | - A natureza humana de Isa - A unidade de Alá - A fé e tentações humanas - A Batalha de Uhud (3 AH) - No Islã, Imran é o pai de Maria. Este capítulo é nomeado por sua família, que inclui Imran, Santa Ana (sua mulher), Maria e Jesus | 3-4   |
| 4   | An-Nisa          | ٱلنِّسَاء an-Nisāʾ            | A Mulher | 176 (24)                  | Medina             | 92                                               | 100                          |                              | Sura por inteiro     | - A unidade da raça humana e as obrigações mútuas dos homens e mulheres para uns com os outros (v. 1) - Os direitos das mulheres - Perguntas sobre a vida em família (incluindo casamento e herança) - Paz e guerra - Relações entre crentes e não-crentes - A luta pela causa de Alá (Jihad) (v. 95-97)                                                                          | 4-6   |
| 5   | Al-Ma'ida        | ٱلْمَائِدَة al-Māʾidah         | A Comida, O Repasto, A Mesa | 120 (16)                  | Medina             | 112                                              | 114                          |                              | v. 112-114           | - Uma série de ordenanças (incluindo ritos religiosos e obrigações sociais) - Corrupção da mensagem original do Injil pelo judaísmo e cristianismo (v. 68–77, 116–118) | 6-7   |
| 6   | Al-An'am         | ٱلْأَنْعَام al-ʾAnʿām          | O Gado | 165 (20)                  | Meca               | 55                                               | 89                           |                              | v. 136ff             | - A natureza humana de Maomé (v. 50) - A unidade e unicidade de Alá (e.g. v. 100, 103) - Superstições pré-islâmicas sobre animais (v. 136ff) | 7-8   |
| 7   | Al-A'raf         | ٱلْأَعْرَاف al-ʾAʿrāf          | As Alturas, A Faculdade do Discernimento | 206 (24)                  | Meca               | 39                                               | 87                           | Alif Lam Mim Sad             | v. 46, 48            | - A missão dos profetas - Adão, Hawwa e Iblis (v. 16–25) - A história de Nuh, Hude, Salé, Lut, Shoaib e Musa (v. 59–171) - A aliança de Alá com a humanidade (v. 172) - O que acontece com aqueles que descartam a mensagem de Alá (v. 175) | 8-9   |
| 8   | Al-Anfal         | ٱلْأَنْفَال al-ʾAnfāl          | Os Espólios de Guerra | 75 (10)                   | Medina             | 88                                               | 95                           |                              | v. 1                 | - A Batalha de Badr (2 AH) - Doutrina do sacrifício pela ação | 9-10  |
| 9   | At-Tawba         | ٱلتَّوْبَة at-Tawbah           | O Arrependimento | 129 (16)                  | Medina             | 113                                              | 113                          |                              |                      | - Problemas de guerra entre os crentes e seus inimigos - A Batalha de Tabuk (9 AH) - A proibição da intercalação do calendário lunar islâmico (v. 37) - Aqueles que não podem obter a fé (v. 124-127) | 10-11 |
| 10  | Yunus            | يُونُس Yūnus                 | Jonas | 109 (11)                  | Meca               | 51                                               | 84                           | Alif Lam Ra                  | v. 98                | - A revelação do Alcorão para Maomé (não confundir com a obra feita por Maomé) (V. 15-17, 37-38, 94) - Referência aos profetas mais antigos - Princípios fundamentais do Islã | 11    |
| 11  | Hude             | هُود Hūd                    | Hude | 123 (10)                  | Meca               | 52                                               | 75                           | Alif Lam Ra                  | v. 50-60             | - A revelação da vontade divina através de seus profetas - Mais histórias dos primeiros profetas - Negócios entre homens | 11-12 |
| 12  | Iúçufe           | يُوسُف Yūsuf                 | José | 111 (12)                  | Meca               | 53                                               | 77                           | Alif Lam Ra                  | Sura por inteiro     | - A história do profeta José (como uma ilustração da direção insondável nos assuntos dos homens) | 12-13 |
| 13  | Ar-Ra'd          | ٱلرَّعْد ar-Raʿd              | O Trovão | 43 (6)                    | Medina             | 96                                               | 90                           | Alif Lam Mim Ra              | v. 13                | - A revelação divina através dos profetas sobre certas verdades morais, e as consequências de aceitá-las ou rejeitá-las | 13    |
| 14  | Ibraim           | ٱلْحِجْر al-Ḥijr              | Abraão | 52 (7)                    | Meca               | 72                                               | 76                           | Alif Lam Ra                  | v. 35-41             | - A revelação de Deus para a humanidade, destinada a levar o homem das trevas para a luz | 13    |
| 15  | Al-Hijr          | ٱلْحِجْر al-Ḥijr              | O Trato Rochoso, A Terra da Pedra, A Cidade da Pedra | 99 (6)                    | Meca               | 54                                               | 57                           |                              | v. 80                | As orientações divinas através da revelação do Alcorão, que será incorruptível por todos os tempos (v. 9) | 14    |
| 16  | An-Nahl          | ٱلنَّحْل an-Naḥl              | As Abelhas | 128 (16)                  | Meca               | 70                                               | 73                           |                              | v. 68-69             | - Criatividade divina: - Manifestado nos instintos das abelhas - Culminação: orientação através da palavra revelada | 14    |
| 17  | Al-Isra          | ٱلْإِسْرَاء al-ʾIsrāʾ          | A Jornada Noturna | 111 (12)                  | Meca               | 50                                               | 67                           |                              | v. 1                 | - A jornada noturna de Maomé de Meca a Jerusalém - Os filhos de israel (v. 2-8 101-104) | 15    |
| 18  | Al-Kahf          | ٱلْكَهْف al-Kahf              | A Caverna | 110 (12)                  | Meca               | 69                                               | 69                           |                              | v. 13-20             | - Uma série de parábolas e alegorias com o tema da fé em Deus versus apego excessivo à vida mundana, incluindo: - Os homens da caverna (v. 13-20) - O homem rico e o homem pobre (v. 32-44) - Moisés e o sábio sem nome (v. 60-62) - A alegoria do Dhul-Qarnayn, aquele com dois chifres (v. 83-98)                                                                               | 15-16 |
| 19  | Mariã            | مَرْيَم Maryam                | Maria | 98 (6)                    | Meca               | 44                                               | 58                           | Kaf Ha Ya 'Ayn Sad           | v. 16-37             | - A história de Zacarias e seu filho João, o precurssor de Jesus (v. 2-15) - A história de Maria e Jesus (v. 16-37) | 16    |
| 20  | Ta-Ha            | طه Ṭāʾ Hāʾ                 | Ṭāʾ Hāʾ | 135 (8)                   | Meca               | 45                                               | 55                           | Ta Ha                        | v. 1                 | - Orientações dadas por Deus aos seus profetas - As verdades fundamentais contidas em todas as religiões reveladas são idênticas - A histórias de Moisés (v. 9-98) | 16    |
| 21  | Al-Anbiya        | ٱلْأَنْبِيَاء al-ʾAnbiyāʾ       | Os Profetas | 112 (7)                   | Meca               | 73                                               | 65                           |                              | v. 48-91             | - A unicidade, singularidade e transcendência de Deus - A continuidade e unicidade intrínscecas de toda a revelação divina - Histórias dos profetas antigos (v. 48-91) - Os crentes de todas as fés pertenecem a uma única comunidade (v. 92) | 17    |
| 22  | Al-Hajj          | ٱلْحَجّ al-Ḥajj               | A Peregrinação, O Haje | 78 (10)                   | Medina             | 103                                              | 107                          |                              | v. 25-38             | - A peregrinação para Meca e alguns rituais ligados a ela (v. 25-38) | 17    |
| 23  | Al-Muminun       | ٱلْمُؤْمِنُون al-Muʾminūn       | Os Crentes | 118 (6)                   | Meca               | 74                                               | 64                           |                              | v. 1                 | - A fé verdadeira - Evidências da existência de um criador todo-poderoso, e a maior responsabilidade humana para com Ele - A unidade de todas as comunidades religiosas, quebradas pelo egoísmo, ganância e a busca pelo poder (v. 52-53) - A impossibilidade de acreditar em Deus sem acreditar na vida após a morte                                                             | 18    |
| 24  | An-Noor          | ٱلنُّور an-Nūr               | A Luz | 64 (9)                    | Medina             | 102                                              | 105                          |                              | v. 35                | - Relações mútuas e leis éticas entre homens e mulheres - A parábola mística da 'luz de Deus' (Verso da Luz) (v. 35) | 18    |
| 25  | Al-Furqan        | ٱلْفُرْقَان al-Furq̈ān          | O Critério, O Padrão, O Padrão para o Verdadeiro e Falso | 77 (6)                    | Meca               | 42                                               | 66                           |                              | v. 1                 | - O propósito de toda revelação divina é criar critérios estáveis para o verdadeiro e o falso - A humanidade de todos os apóstolos enviados por Deus (v. 20) - A revelação divina é parte da atividade criativa de Deus | 18-19 |
| 26  | Ash-Shu'ara      | ٱلشُّعَرَاء aš-Šuʿarāʾ         | Os Poetas | 227 (11)                  | Meca               | 47                                               | 56                           | Ta Sin Mim                   | v. 224               | - A fraqueza humana, que o faz rejeitar a mensagem de Deus e a adorar o poder, riquezas, etc. | 19    |
| 27  | An-Naml          | ٱلنَّمْل an-Naml              | A Formiga, As Formigas | 93 (7)                    | Meca               | 48                                               | 68                           | Ta Sin                       | v. 18                | - O rei e profeta (Sulayman) Salomão e a rainha de Sabá | 19-20 |
| 28  | Al-Qasas         | ٱلْقَصَص al-Q̈aṣaṣ             | As Narrativas, As Histórias, A História | 88 (9)                    | Meca               | 49                                               | 79                           | Ta Sin Mim                   | v. 25                | - Os aspectos humanos da vida de Moisés | 20    |
| 29  | Al-Ankabut       | ٱلْعَنْكَبُوت al-ʿAnkabūt       | A Aranha | 69 (7)                    | Meca               | 85                                               | 81                           | Alif Lam Mim                 | v. 41                | - A parábola da 'aranha na casa': um símbolo das crenças falsas que estão destinadas a serem sopradas para longe pelos ventos da verdade (v. 41) | 20-21 |
| 30  | Ar-Rum           | ٱلرُّوم ar-Rūm               | Roma, Bizantina | 60 (6)                    | Meca               | 84                                               | 74                           | Alif Lam Mim                 | v. 1                 | - Previsão da quase vitória dos bizantinos [sobre os persas] e a Batalha de Badr (2 AH) (v. 1-7) - A habilidade divina de ressuscitar os mortos no fim dos tempos, e a ignorância das pessoas sobre o assunto | 21    |
| 31  | Luqman           | لُقْمَان Luq̈mān               | Luqman | 34 (4)                    | Meca               | 57                                               | 82                           | Alif Lam Mim                 | v. 12-19             | - A história de Luqman, um sábio lendário que está dando conselhos ao seu filho (v. 12-19) | 21    |
| 32  | As-Sajda         | ٱلسَّجْدَة as-Sajdah           | A Prostração, Culto, Adoração | 30 (3)                    | Meca               | 75                                               | 70                           | Alif Lam Mim                 | v. 15                | - A criação de Deus - A revelação divina sue a aceitação ou negação pelo homem - O dia do julgamento | 21    |
| 33  | Al-Ahzab         | ٱلْأَحْزَاب al-ʾAḥzāb          | Os Clãs, Os Confederados, As Forças Combinadas | 73 (9)                    | Medina             | 90                                               | 103                          |                              | v. 9-27              | - A Batalha da Trincheira (5 AH) (v. 9-27) - A relação entre Maomé e sua família | 21-22 |
| 34  | Saba             | سَبَأ Sabaʾ                  | Sabá | 54 (6)                    | Meca               | 58                                               | 85                           |                              | v. 15-20             | - A insignificância do conhecimento acessível ao homem - A história dos moradores de Sabá, um exemplo da impermanência do poder, riqueza e glória humana (v. 15-20) - Sempre esteja consciente de Deus (v. 46) | 22    |
| 35  | Fatir            | فَاطِر Fāṭir                 | O Criador | 45 (5)                    | Meca               | 43                                               | 86                           |                              | v. 1                 | - O poder divino de criar e ressuscitar - A revelação divina de Sua vontade por seus profetas | 22    |
| 36  | Ya-Seen          | يس Yāʾ Sīn                 | Yāʾ Sīn (um dos nomes de Maomé) | 83 (5)                    | Meca               | 41                                               | 60                           | Yaseen                       | v. 1                 | - A responsabilidade moral do homem, ressureição e julgamento divino - Versos a serem recitados aos moribundos e a oração dos mortos | 22-23 |
| 37  | As-Saaffat       | ٱلصَّافَّات aṣ-Ṣāffāt          | Aqueles que Estabelecem as Fileiras, Os que Estão em Fileiras, Os Organizados em Fileiras                                                                      | 182 (5)                   | Meca               | 56                                               | 50                           |                              | v. 1                 | - Ressureição e a certeza que todos os humanos precisarão responder por seus atos perante Deus - A constante necessidade humana de orientação profética - Histórias dos antigos profetas (v. 75-148) | 23    |
| 38  | Sad              | ص Ṣād                      | Sadê | 88 (5)                    | Meca               | 38                                               | 59                           | Sad                          | v. 1                 | - A orientação divina e sua rejeição por aqueles perdidos pelo orgulho | 23    |
| 39  | Az-Zumar         | ٱلزُّمَر az-Zumar             | Os Grupos, As Tropas, Multidões | 75 (8)                    | Meca               | 59                                               | 80                           |                              | v. 71, 73            | - Evidência da existência e unicidade de Deus em todas as manifestações da natureza - Deus perdoa todos os pecados daqueles que os confessam antes da morte - Alegorias da Última Hora e do Dia do Julgamento | 23-24 |
| 40  | Al-Ghafir        | غَافِر Ghafir                | O Perdoador (Deus), Perdão | 85 (9)                    | Meca               | 60                                               | 78                           | Ha Mim                       | v. 3                 | - O falso orgulho humano, a adoração aos falsos valores (riqueza, poder, etc.) e a negação da orientação divina - Histórias dos antigos profetas | 24    |
| 41  | Fussilat         | فُصِّلَت Fuṣṣilat              | Exposto, Explicado em Detalhes, Claramente Detalhado | 54 (6)                    | Meca               | 61                                               | 71                           | Ha Mim                       | v. 3                 | - A aceitação ou rejeição humana da revelação divina | 24-25 |
| 42  | Axura            | ٱلشُّورىٰ aš-Šūrā             | A Consulta | 53 (5)                    | Meca               | 62                                               | 83                           | Ha Mim 'Ayn Sin Qaf          | v. 36                | - Deus é indefinível e insondável (v. 11, 16) - Todos os profetas ensinaram sobre a unicidade de Deus, então todos os crentes de todas as denominações precisam se enxergar como da mesma comunidade (v. 13, 15) - A lei da causa e efeito: em sua vida, o homem colherá apenas o que semeou com suas próprias mãos                                                               | 25    |
| 43  | Az-Zukhruf       | ٱلْزُّخْرُف az-Zukhruf          | Os Adornos de Ouro, Os Adornos Feitos de Ouro, Luxúria, Ouro                                                                                                   | 89 (7)                    | Meca               | 63                                               | 61                           | Ha Mim                       | v. 35                | - Igualar algo ou alguém a Deus é espiritualmente destrutível e logicamente inaceitável - A adesão cega das pessoas a fé de seus antecessores (v. 22-23) | 25    |
| 44  | Ad-Dukhan        | ٱلدُّخَان ad-Dukhān           | A Fumaça | 59 (3)                    | Meca               | 64                                               | 53                           | Ha Mim                       | v. 10                | - Pela revelação, o orgulho humano é reduzido a nada | 25    |
| 45  | Al-Jathiya       | ٱلْجَاثِيَة al-Jāthiyah        | O Genuflexo, Abaixado, Agachado | 37 (4)                    | Meca               | 65                                               | 72                           | Ha Mim                       | v. 28                | - A humildade que todos os seres humanos passarão no julgamento final, após a ressureição (v.28) | 25    |
| 46  | Al-Ahqaf         | ٱلْأَحْقَاف al-ʾAḥq̈āf          | As Trilhas de Areia Sinuosas, As Dunas, As Dunas de Areia | 35 (4 1/2)                | Meca               | 66                                               | 88                           | Ha Mim                       | v. 21                | - Um aviso aos não crentes sobre seu destino miserável e a ressureição dos crentes para a sua salvação | 25    |
| 47  | Muhammad         | مُحَمَّد Muḥammad              | Maomé | 38 (4)                    | Medina             | 95                                               | 96                           |                              | v. 2                 | - A luta (qital) pela causa de Deus - Instruções aos muçulmanos de como ser virtuosos com seus pais - A história de Hud e a punição que caiu em seu povo - Conselho a Maomé para ser mais paciente ao espalhar os Islã | 25    |
| 48  | Al-Fath          | ٱلْفَتْح al-Fatḥ              | A Vitória, A Conquista | 29 (4 1/2)                | Medina             | 111                                              | 108                          |                              | v. 1                 | - O Tratado de Hudaibia (6 AH) | 25    |
| 49  | Al-Hujurat       | ٱلْحُجُرَات al-Ḥujurāt         | Os Apartamentos Privados, Os Apartamentos Internos | 18 (2 1/2)                | Medina             | 106                                              | 112                          |                              | v. 4                 | - Ética social - Reverência à Maomé e os líderes justos que vierem depois dele - A irmandade dos crentes e toda a humanidade( v. 10, 13) - A diferença entre a fé verdadeira e a mera observância das formalidades religiosas (v. 14 ff.) | 25    |
| 50  | Qaf              | ق Q̈āf                      | Q̈āf | 45 (3)                    | Meca               | 34                                               | 54                           | Qaf                          | v. 1                 | - Morte e ressureição - Deus está mais perto do homem do que sua veia jugular (v. 16) | 25    |
| 51  | Adh-Dhariyat     | ٱلذَّارِيَات aḏ-Ḏāriyāt        | O Vento que Espalha, Os Ventos Joeiradores, Os Ventos que Espalham Poeira                                                                                      | 60 (2 1/2)                | Meca               | 67                                               | 39                           |                              | v. 1                 | - Destruição daqueles que negaram os mensageiros e um aviso àqueles que negaram a verdade | 26-27 |
| 52  | At-Tur           | ٱلطُّور aṭ-Ṭūr               | O Monte, O Monte Sinai | 49 (2 1/2)                | Meca               | 76                                               | 40                           |                              | v. 1                 | | 27    |
| 53  | An-Najm          | ٱلنَّجْم an-Najm              | A Estrela, O Desdobramento | 62 (2 1/2)                | Meca               | 23                                               | 28                           |                              | v. 1                 | - A experiência de Maomé ao ir para o céu (Isra e Miraj incluindo sua visão de Sidrat al-Muntaha) (v. 13-18) | 27    |
| 54  | Al-Qamar         | ٱلْقَمَر al-Q̈amar             | A Lua | 55 (2 1/2)                | Meca               | 37                                               | 49                           |                              | v. 1                 | | 27    |
| 55  | Ar-Rahman        | ٱلْوَاقِعَة al-Wāqiʿah         | O Mais Misericordioso, O Mais Gracioso | 78 (3)                    | Medina             | 97                                               | 43                           |                              | v. 1                 | - Tudo passa, menos o semblante divino (v. 26-27) - Descrição do paraíso (v. 46-78) | 27    |
| 56  | Al-Waqia         | ٱلْوَاقِعَة al-Wāqiʿah         | O Inevitável, O Evento, Aquilo que Precisa Passar | 96 (3 1/2)                | Meca               | 46                                               | 41                           |                              | v. 1                 | - Descrição da vida do além para os crentes e os não crentes | 27    |
| 57  | Al-Hadid         | ٱلْحَدِيد al-Ḥadīd            | O Ferro | 29 (4)                    | Medina             | 94                                               | 99                           |                              | v. 25                | | 27    |
| 58  | Al-Mujadila      | ٱلْمُجَادِلَة al-Mujādilah      | O Suplício, A Mulher Suplicante | 22 (3 1/2)                | Medina             | 105                                              | 106                          |                              | v. 1                 | - Divórcio - Fé e negação - Hipocrisia - A atitude que os crentes deveriam ter com os não crentes | 28    |
| 59  | Al-Hashr         | ٱلْحَشْر al-Ḥašr              | A Reunião, O Ajuntamento, Exílio, Banimento | 24 (3 1/2)                | Medina             | 101                                              | 102                          |                              | v. 2                 | - O conflito entre a comunidade muçulmana e a tribo judia de Banu Nadir em Medina | 28    |
| 60  | Al-Mumtahina     | ٱلْمُمْتَحَنَة al-Mumtaḥanah     | Aquele que Foi Examinado, A Mulher que Foi Examinada | 13 (2 1/2)                | Medina             | 91                                               | 110                          |                              | v. 10                | - A relação dos crentes com os não crentes | 28    |
| 61  | As-Saff          | ٱلصَّفّ aṣ-Ṣaff               | As Fileiras, A Posição de Batalha | 14 (1 1/2)                | Medina             | 109                                              | 98                           |                              | v. 4                 | - O chamado pela união da fé proferida e a prática da fé | 28    |
| 62  | Al-Jumua         | ٱلْجُمُعَة al-Jumuʿah          | Congregação, Sexa-Feira | 11 (1 1/2)                | Medina             | 110                                              | 94                           |                              | v. 9-10              | - A obrigatoriedade da oração congregacional na sexta-feira | 28    |
| 63  | Al-Munafiqoon    | ٱلْمُنَافِقُون al-Munāfiq̈ūn     | Os Hipócritas | 11 (1 1/2)                | Medina             | 104                                              | 104                          |                              | Sura por inteiro     | - Hipocrisia | 28    |
| 64  | At-Taghabun      | ٱلتَّغَابُن at-Taghābun        | A Traição, A Desilusão Mútua, O Ganho e Perda Mútuos, Perda e Ganho                                                                                            | 18 (2)                    | Medina             | 108                                              | 93                           |                              | v. 9                 | | 28    |
| 65  | At-Talaq         | ٱلطَّلَاق aṭ-Ṭalāq̈            | Divórcio | 12 (2)                    | Medina             | 99                                               | 101                          |                              | Sura por inteiro     | - Divórcio (período de espera e o novo casamento) | 28    |
| 66  | At-Tahrim        | ٱلتَّحْرِيم at-Taḥrīm          | A Proibição | 12 (2)                    | Medina             | 107                                              | 109                          |                              | v. 1                 | - Certos aspectos da vida pessoal e familiar de Maomé | 28    |
| 67  | Al-Mulk          | ٱلْمُلْك al-Mulk              | O Domínio, Soberania, Controle | 30 (1 1/2)                | Meca               | 77                                               | 63                           |                              | v. 1                 | - A inabilidade do homem para entender os mistérios do universo e a sua dependência pela revelação divina - A manifestação da perfeição absoluta divina através da sintonia do universo | 29    |
| 68  | Al-Qalam         | ٱلْقَلَم al-Q̈alam             | A Caneta | 52 (2)                    | Meca               | 2                                                | 18                           | Nun                          | v. 1                 | | 29    |
| 69  | Al-Haaqqa        | ٱلْحَاقَّة al-Ḥāq̈q̈ah           | A Realidade Verdadeira, A Revelação da Verdade | 52 (2)                    | Meca               | 78                                               | 38                           |                              | v. 1                 | | 29    |
| 70  | Al-Maarij        | ٱلْمَعَارِج al-Maʿārij         | Os Caminhos da Ascensão, A Escadaria para a Ascensão | 44 (1 1/2)                | Meca               | 79                                               | 42                           |                              | v. 3                 | - A falta de vontade para acreditar causada pela inquietação inerente da natureza humana | 29    |
| 71  | Nuh              | نُوح Nūḥ                    | Noé | 28 (1 1/2)                | Meca               | 71                                               | 51                           |                              | Sura por inteiro     | - A história de Noé - A luta entre o materialismo cego e a falta de valores espirituais | 29    |
| 72  | Al-Jinn          | ٱلْجِنّ al-Jinn               | O Gênio, Os Espíritos, Os Seres Invisíveis | 28 (2)                    | Meca               | 40                                               | 62                           |                              | v. 1                 | | 29    |
| 73  | Al-Muzzammil     | ٱلْمُزَّمِّل al-Muzzammil        | O Envolto, O Acobertado, O Empacotado, O Embrulhado | 20 (1 1/2)                | Meca               | 3                                                | 23                           |                              | v. 1                 | - O afrouxando a regulamentação estrita sobre a oração noturna | 29    |
| 74  | Al-Muddathir     | ٱلْمُدَّثِّر al-Muddathir        | Aquele que Está Oculto, O Escondido, O Homem Vestindo Uma Capa, O Envolto                                                                                      | 56 (2)                    | Meca               | 4                                                | 2                            |                              | v. 1                 | - Um breve resumo dos conceitos fundamentais do Alcorão - A promessa divina da danação eterna para os não crentes | 29    |
| 75  | Al-Qiyama        | ٱلْقِيَامَة al-Q̈iyamah         | Ressureição, Dia da Ressureição, O Levantamento dos Mortos | 40 (1)                    | Meca               | 31                                               | 36                           |                              | v. 1                 | - O conceito de ressureição | 29    |
| 76  | Al-Insan/Ad-Dahr | ٱلْإِنْسَان al-ʾInsān          | O Humano, Homem | 31 (2)                    | Medina             | 98                                               | 52                           |                              | v. 1                 | | 29    |
| 77  | Al-Mursalat      | ٱلْمُرْسَلَات al-Mursalāt       | Aqueles que Foram Enviados, Os Emissários, Os Ventos Enviados                                                                                                  | 50 (1 1/2)                | Meca               | 33                                               | 32                           |                              | v. 1                 | - A revelação gradual do Alcorão | 29    |
| 78  | An-Naba          | ٱلنَّبَأ an-Nabaʾ             | As Grandes Novas, O Anúncio, A Maré | 40 (1 1/2)                | Meca               | 80                                               | 33                           |                              | v. 2                 | - Vida após a morte - Ressureição e o julgamento final divino | 30    |
| 79  | An-Naziat        | ٱلنَّازِعَات an-Nāziʿāt        | Aqueles que Rasgam, Aqueles que se Arrastam, Os Ladrões de Alma, Aqueles que se Erguem                                                                         | 46 (1 1/2)                | Meca               | 81                                               | 31                           |                              | v. 1                 | | 30    |
| 80  | Abasa            | عَبَسَ ʿAbasa                 | O Austero | 42 (1)                    | Meca               | 24                                               | 17                           |                              | v. 1                 | | 30    |
| 81  | At-Takwir        | ٱلتَّكْوِير at-Takwīr          | O Enrolamento, O Derrubamento, Envolto em Escuridão | 29 (1)                    | Meca               | 7                                                | 27                           |                              | v. 1                 | - A última hora e a ressureição | 30    |
| 82  | Al-Infitar       | ٱلْإِنْفِطَار al-ʾInfiṭār       | A Divisão em Pedaços, O Fendimento | 19 (1/2)                  | Meca               | 82                                               | 26                           |                              | v. 1                 | | 30    |
| 83  | Al-Mutaffifin    | ٱلْمُطَفِّفِين al-Muṭaffifīn     | Os Fraudadores, Fraude, A Traição, Aqueles que Dão Medidas Curtas                                                                                              | 36 (1)                    | Meca               | 86                                               | 37                           |                              | v. 1                 | | 30    |
| 84  | Al-Inshiqaq      | ٱلْإِنْشِقَاق al-ʾInšiq̈āq̈       | A Dilaceração, A Divisão, A Divisão Aberta, A Fenda | 25 (1)                    | Meca               | 83                                               | 29                           |                              | v. 1                 | | 30    |
| 85  | Al-Burooj        | ٱلْبُرُوج al-Burūj            | As Mansões das Estrelas, As Contelações, As Grandes Constelações                                                                                               | 22 (1)                    | Meca               | 27                                               | 22                           |                              | v. 1                 | | 30    |
| 86  | At-Tariq         | ٱلطَّارِق aṭ-Ṭāriq̈            | O Visitante Noturno, A Estrela da Manhã, O Noturno, Aquele que Vem de Noite                                                                                    | 17 (1/2)                  | Meca               | 36                                               | 15                           |                              | v. 1                 | | 30    |
| 87  | Al-Ala           | ٱلْأَعْلَىٰ al-ʾAʿlā            | O Altísismo, O Maior, Glória ao Senhor o Altíssimo | 19 (1/2)                  | Meca               | 8                                                | 19                           |                              | v. 1                 | | 30    |
| 88  | Al-Ghashiya      | ٱلْغَاشِيَة al-Ghāšiyah        | O Evento Assolador, O Evento Ofuscante | 26 (1)                    | Meca               | 68                                               | 34                           |                              | v. 1                 | | 30    |
| 89  | Al-Fajr          | ٱلْفَجْر al-Fajr              | A Alvorada, O Amanhecer, O Nascer do Sol | 30 (1)                    | Meca               | 10                                               | 35                           |                              | v. 1                 | | 30    |
| 90  | Al-Balad         | ٱلْبَلَد al-Balad             | A Cidade, A Terra | 20 (1/2)                  | Meca               | 35                                               | 11                           |                              | v. 1                 | | 30    |
| 91  | Ash-Shams        | ٱلشَّمْس aš-Šams              | O Sol | 15 (1/2)                  | Meca               | 26                                               | 16                           |                              | v. 1                 | | 30    |
| 92  | Al-Lail          | ٱللَّيْل al-Layl              | A Noite | 21 (1/2)                  | Meca               | 9                                                | 10                           |                              | v. 1                 | | 30    |
| 93  | Ad-Dhuha         | ٱلضُّحَىٰ aḍ-Ḍuḥā              | A Gloriosa Luz da Manhã, A Manhã, As Horas da Manhã, A Luz da Manhã, As Luminosas Horas da Manhã                                                               | 11 (1/2)                  | Meca               | 11                                               | 13                           |                              | v. 1                 | - O sofrimento humano e a justiça divina - A mensagem de esperança e consolação é dada a humanidade pela piedade de Alá - O homem é proibido de buscar o caminho da divindade e proclamar as recompensas de Alá - Profecia sobre o bom futuro de Maomé | 30    |
| 94  | Al-Inshirah      | ٱلشَّرْح aš-Šarḥ              | A Expansão do Seio, Conforto, Consolação, Alívio, Paciência, A Abertura do Coração                                                                             | 8 (1/3)                   | Meca               | 12                                               | 12                           |                              | v. 1                 | | 30    |
| 95  | At-Tin           | ٱلتِّين at-Tīn               | A Figueira, O Figo | 8 (1/3)                   | Meca               | 28                                               | 20                           |                              | v. 1                 | - Uma verdade moral fundamental, comum a todos os verdadeiros ensinamentos religiosos | 30    |
| 96  | Al-Alaq          | ٱلْعَلَق al-ʿAlaq̈             | O Coágulo Agarrado, O Coágulo, A Célula-Germe | 19 (1/2)                  | Meca               | 1                                                | 1                            |                              | v, 2                 | - Os cinco primeiros versos revelados a Maomé (v. 1-5) | 30    |
| 97  | Al-Qadr          | ٱلْقَدْر al-Q̈adr              | A Noite de Honra, A Noite do Decreto, Poder, Destino | 5 (1/3)                   | Meca               | 25                                               | 14                           |                              | v. 1                 | - Laylat al-Qadr | 30    |
| 98  | Al-Bayyina       | ٱلْبَيِّنَة al-Bayyinah         | A Evidência Clara, A Evidência da Verdade | 8 (1)                     | Medina             | 100                                              | 92                           |                              | v. 1                 | - A evidência e a verdade clara | 30    |
| 99  | Az-Zalzala       | ٱلزَّلْزَلَة Az-Zalzalah        | O Terremoto | 8 (1/3)                   | Medina             | 93                                               | 25                           |                              | v. 1                 | | 30    |
| 100 | Al-Adiyat        | ٱلْعَادِيَات al-ʿĀdiyāt        | Os Corcéis, Os Cavalos de Batalha, | 11 (1/3)                  | Meca               | 14                                               | 30                           |                              | v. 1                 | | 30    |
| 101 | Al-Qaria         | ٱلْقَارِعَة al-Q̈āriʿah         | A Hora Marcada, A Grande Calamidade, O Golpe Fatal, A Calamidade Repentina                                                                                     | 11 (1/3)                  | Meca               | 30                                               | 24                           |                              | v. 1                 | | 30    |
| 102 | At-Takathur      | ٱلتَّكَاثُر at-Takāthur        | A Acumulação, A Rivalidade n o Mundo Aumenta, Competição, Cobiça por Mais e Mais                                                                               | 8 (1/3)                   | Meca               | 16                                               | 8                            |                              | v. 1                 | - A ganância do homem | 30    |
| 103 | Al-Asr           | ٱلْعَصْر al-ʿAṣr              | O Tempo, O Dia do Declínio, A Epopéia, A Hora de Voar, O Critério do Sucesso                                                                                   | 3 (1/3)                   | Meca               | 13                                               | 21                           |                              | v. 1                 | | 30    |
| 104 | Al-Humaza        | ٱلْهُمَزَة al-Humazah          | O Escândalo, O Tradutor, O Difamador, O Vagabundo | 9 (1/3)                   | Meca               | 32                                               | 6                            |                              | v. 1                 | | 30    |
| 105 | Al-Fil           | ٱلْفِيل al-Fīl               | O Elefante | 5 (1/3)                   | Meca               | 19                                               | 9                            |                              | v. 1                 | - O ataque abissínio contra Meca em 570, no Ano do Elefante | 30    |
| 106 | Coraixe          | قُرَيْش Q̈urayš                | Os coraixitas | 4 (1/3)                   | Meca               | 29                                               | 4                            |                              | v. 1                 | - Os coraixitas, guardiães da Caaba, deveriam ser gratos a Deus por serem protegidos da fome e outros perigos | 30    |
| 107 | Al-Ma'un         | ٱلْمَاعُون al-Maʿūn           | A Assistência Vizinha, Pequenas Bondades, Esmolas, Assistência                                                                                                 | 7 (1/3)                   | Meca               | 17                                               | 7                            |                              | v. 7                 | - O significado da verdadeira adoração através da devoção sincera e o auxílio para com os necessitados | 30    |
| 108 | Al-Kawthar       | ٱلْكَوْثَر al-Kawthar          | Abundância | 3 (1/3)                   | Meca               | 15                                               | 5                            |                              | v. 1                 | - Riquezas espirituais alcançadas pela devoção e sacrifício - O ódio resulta na cisão com a esperança | 30    |
| 109 | Al-Kafirun       | ٱلْكَافِرُون al-Kāfirūn        | Os Não Crentes, O Cafir, Aqueles que Negam a Verdade | 6 (1/3)                   | Meca               | 18                                               | 45                           |                              | v. 1                 | - A atitude correta para com aqueles que rejeitam a fé | 30    |
| 110 | An-Nasr          | ٱلنَّصْر an-Naṣr              | A Ajuda, O Suporte Divino, Vitória, Socorro | 3 (1/3)                   | Medina             | 114                                              | 111                          |                              | v. 1                 | - A última sura completa revelada antes da morte de Maomé | 30    |
| 111 | Al-Masadd        | ٱلْمَسَد al-Masad             | A Corda Trançada, A Fibra de Palma, Os Fios Torcidos | 5 (1/3)                   | Meca               | 6                                                | 3                            |                              | v. 5                 | - Alá amaldiçoa Abu Lahab e sua mulher por sua hostilidade com o Islã e o profeta Maomé. Lahab era o tio de Maomé e seu cunhado na época de revelação da sura | 30    |
| 112 | Al-Ikhlas        | ٱلْإِخْلَاص al-ʾIkhlāṣ         | Pureza da Fé, A Fidelidade, Tawheed (A Unidade de Deus), A Declaração da Perfeição [de Deus]                                                                   | 4 (1/3)                   | Meca               | 22                                               | 44                           |                              | Sura por inteiro     | - A unidade de Deus | 30    |
| 113 | Al-Falaq         | ٱلْفَلَق al-Falaq̈             | A Aurora, Alvorecer, O Amanhecer | 5 (1/3)                   | Meca               | 20                                               | 46                           |                              | v. 1                 | - A busca de refúgio em Deus do mal e outros males | 30    |
| 114 | Al-Nas           | ٱلنَّاس an-Nās               | Humanidade, Homem, Povo | 6 (1/3)                   | Meca               | 21                                               | 47                           |                              | Sura por inteiro     | - A confiança na proteção divina das tentações | 30    |